# Meena Kandasamy
Ilavenil Meena Kandasamy (India, 1984) es una poeta india, narradora, traductora y activista de Chennai, Tamil Nadu, India.
Meena publicó dos colecciones de poesía, Touch (2006) y Ms. Militancy (2010). Entre 2001 y 2002, editó The Dalit, una revista bimensual en inglés de Dalit Media Network.
Representó a la India en el Programa Internacional de Escritura de la Universidad de Iowa y fue becaria de Charles Wallace India Trust en la Universidad de Kent, Canterbury, Reino Unido. Escribe columnas para plataformas como Outlook India y The Hindu.

## Biografía
Nació en 1984 de padres tamiles, ambos profesores universitarios, desarrolló un interés temprano en la poesía y más tarde adoptó el nombre de Meena. Meena completó un Doctorado en Filosofía en sociolingüística de la Universidad de Anna, Chennai. Comenzó a escribir poesía a los 17 años y comenzó a traducir libros de escritores y líderes dalit al inglés.

## Trayectoria

### Escritora
Como escritora, Meena se centró principalmente en la aniquilación de castas, el feminismo y la identidad lingüística. Dijo: "La poesía no está atrapada dentro de estructuras más grandes que te presionan para que adoptes un cierto conjunto de prácticas mientras presentas tus ideas en la forma en que lo es el lenguaje académico" y, por lo tanto, prefiere usarlo en su activismo. Una de sus primeras colecciones, Touch se publicó en agosto de 2006, con un prólogo de Kamala Das. Ms. Militancy se publicó al año siguiente. En este libro, adopta una mirada feminista y anti-casta para volver a contar los mitos hindúes y tamiles. Otras obras como Mascara y Mi amante habla de violación le valieron el primer premio en el concurso de poesía de la India.
Touch fue criticado por sus errores en el idioma inglés, aunque sus temas desafiantes se describieron como "interesantes". La Sra. Militancy fue descrita como una mejora en su uso del idioma inglés pero "desastrosa, si no peor" en términos de temas y contenido. Una revisión en The Hindu puso la crítica negativa en contexto, describiendo el trabajo de Meena como difícil para cualquiera cuya política fuera "convencional". Su poesía trata "sobre el yo y el cuerpo femeninos de formas no 'permitidas' por el discurso convencional". Un análisis de Touch and Ms Militancy en el Journal of Postcolonial Cultures and Societies concluye que Meena "escribe un discurso poético que no solo critica los modos prevalecientes de subyugación sino que también se aboga por futuros que aún están por nacer". En una entrevista con la revista Sampsonia Way, Meena dijo: "Mi poesía está desnuda, mi poesía está llorando, mi poesía grita de ira, mi poesía se retuerce de dolor. Mi poesía huele a sangre, mi poesía saluda al sacrificio. Mi poesía habla como mi gente, mi poesía habla por mi gente ".
Su trabajo ha sido publicado en antologías y revistas que incluyen Anthology of Contemporary Indian Poetry, The Little Magazine, Kavya Bharati, Indian Literature, Poetry International Web, Muse India, Quarterly Literary Review, Outlook, Tehelka y The New Indian Express. También fue invitada a participar en el Programa Internacional de Escritura en la Universidad de Iowa en 2009. Dos años más tarde, Meena fue nombrada miembro del Charles Wallace India Trust Fellow en la Universidad de Kent. Meena fue nombrada poeta destacada en el Concierto de Poesía de Jazz de la Ciudad de Asylum celebrado en Pittsburgh, el 14 ° Festival Internacional de Poesía de África (2010), Durban y el Festival de Literatura DSC Jaipur (2011). Es coautora de AYYANKALI: A Dalit leader of Organic Protest, una biografía de Ayyankali, un líder dalit en Kerala. Meena fue preseleccionada entre 21 escritoras de ficción corta de menos de 40 años del sur de Asia para una antología publicada por Zubaan, Nueva Delhi, la primera editorial feminista del país. En 2014, publicó una novela sobre la masacre de Kilvenmani titulada La diosa gitana, influenciada por la figura de Kurathi Amman, su "diosa ancestral". A partir de enero de 2013, comenzó a trabajar en un libro titulado Caste and the City of Nine Gates, su primer trabajo de no ficción.

### Activista
Meena trabaja en estrecha colaboración con cuestiones de casta y género y cómo la sociedad coloca a las personas en roles estereotipados sobre la base de estas categorías. Afrontó amenazas por su valiente crítica a la sociedad hindú, diciendo: "Esta amenaza de violencia no debe dictar lo que vas a escribir ni obstaculizarlo de ninguna manera".

#### Controversia del "Beef Festival" de la Universidad de Osmania
En 2012, un grupo de estudiantes Dalit de la Universidad de Osmania, Hyderabad, organizó un festival de comer carne para protestar contra el "fascismo de la comida" en los albergues. Contó con la participación de más de 200 personas, entre profesores y estudiantes que comieron varios platos elaborados con carne de res. El grupo de estudiantes de derecha Akhil Bharatiya Vidyarthi Parishad (ABVP) organizó protestas contra el evento y los organizadores, convirtiendo el campus en un "campo de batalla". Meena asistió a este festival y habló su apoyo. Por lo mismo, tuvo que afrontar incesantes críticas en redes sociales. La Network of Women in Media India (WMNI) emitió un comunicado de prensa condenando el ataque contra ella.

### Traductora
Meena ha traducido prosa y poesía del tamil. Ha traducido la obra de Periyar EV Ramasamy, Thol. Escritores Thirumavalavan y Tamil Eelam como Kasi Anandan, Cheran y VIS Jayapalan al inglés. Hablando de su papel como traductora, dice: "Sé que no hay límite, ningún límite, ninguna guía de estilo específica para la poesía, eres libre de experimentar, eres libre de encontrar tu propia voz, eres libre de fracasar y también libre de fallar de vez en cuando porque todo esto sucede todo el tiempo cuando traduces".

### Actriz
Meena hizo su debut actoral en la película malayalam, Oraalppokkam. Fue el primer largometraje en malayalam, financiado por una multitud en línea.

## Obras seleccionadas

### Biografías
- (con M. Nisar) AYYANKALI: Un líder Dalit de la protesta orgánica. Prólogo de Kancha Ilaiah, Other Books, Calicut, enero de 2008, págs. 103.

### Poesía
- Sra. Militancy,[15] 2010, publicado por Navayana

“Ms Militancy”, el poema que da título a este volumen, está basado en Kannaki, la heroína del clásico tamil Silapathikaram. Este poema es una llamada a las mujeres a ser revolucionarias y valientes como la heroína misma.
- TOQUE .[15] Publicado por Peacock Books, Mumbai en agosto de 2006,ISBN 81-88811-87-4 .
- (Libro de recortes) 16 elegantes poemas sin título se publicó como un libro electrónico El octavo día de la creación en el sitio web de poesía Slow Trains.
- #ThisPoemWillProvokeYou y otros poemas, chapbook, HarperCollins India, 2015.
- We Are Not The Citizens, chapbook hecho a mano de edición limitada (53 copias), Tangerine Press, Londres, 2018.

### Novelas
- The Gypsy Goddess, Atlantic Books, abril de 2014.[31]
- When I Hit You: Or, A Portrait of the Writer as a Young Wife, Atlantic Books, mayo de 2017. Fue preseleccionada para el Women's Prize 2018.[32]
- Cadáveres exquisitos, Atlantic Books, 2019.

### Traducciones
- Talismán: emociones extremas de la liberación de los Dalit, Thol. Thirumaavalavan, Samya (Calcuta) 2003.
- Desarraigar Hindutva: La voz ardiente de las panteras de la liberación, Thol. Thirumaavalavan, Samya (Calcuta), 2004.
- Por qué fueron esclavizadas las mujeres, Thantai Periyar EVRamasamy, Institución de propaganda del autorrespeto de Periyar (Chennai), 2007.
- El despertar es otro sueño: Poemas sobre el genocidio en tamil Eelam, D. Ravikumar (editor), Ravishanker (co-traductor) Navayana Publishing (Nueva Delhi), 2010.
- (editor / traductor): Desires Become Demons: Poems of Four Tamil Woman Poets: Malathi Maithri, Salma, Kutti Revathi, Sukirtharani, Tilted Axis Press (Sheffield), 2018.